# Evgenij Varlamov
Evgenij Vladimirovič Varlamov (in russo Евгений Владимирович Варламов?; Kazan', 25 luglio 1975) è un ex calciatore russo, di ruolo difensore.